# Millheim
Millheim és una població dels Estats Units a l'estat de Pennsilvània. Segons el cens del 2000 tenia 749 habitants.

## Demografia
Segons el cens del 2000, Millheim tenia 749 habitants, 311 habitatges, i 205 famílies. La densitat de població era de 220,8 habitants/km².
Dels 311 habitatges en un 28,9% hi vivien nens de menys de 18 anys, en un 53,1% hi vivien parelles casades, en un 8,7% dones solteres, i en un 33,8% no eren unitats familiars. En el 28,6% dels habitatges hi vivien persones soles el 10,9% de les quals corresponia a persones de 65 anys o més que vivien soles. El nombre mitjà de persones vivint en cada habitatge era de 2,41 i el nombre mitjà de persones que vivien en cada família era de 2,97.
Per edats la població es repartia de la següent manera: un 24,4% tenia menys de 18 anys, un 6,4% entre 18 i 24, un 31,4% entre 25 i 44, un 21,9% de 45 a 60 i un 15,9% 65 anys o més.
L'edat mediana era de 38 anys. Per cada 100 dones de 18 o més anys hi havia 92,5 homes.
La renda mediana per habitatge era de 37.000 $ i la renda mediana per família de 40.682 $. Els homes tenien una renda mediana de 30.179 $ mentre que les dones 20.104 $. La renda per capita de la població era de 19.511 $. Entorn del 10,4% de les famílies i l'11,9% de la població estaven per davall del llindar de pobresa.

## Poblacions més properes
El següent diagrama mostra les poblacions més properes.